# Teardrop tattoo

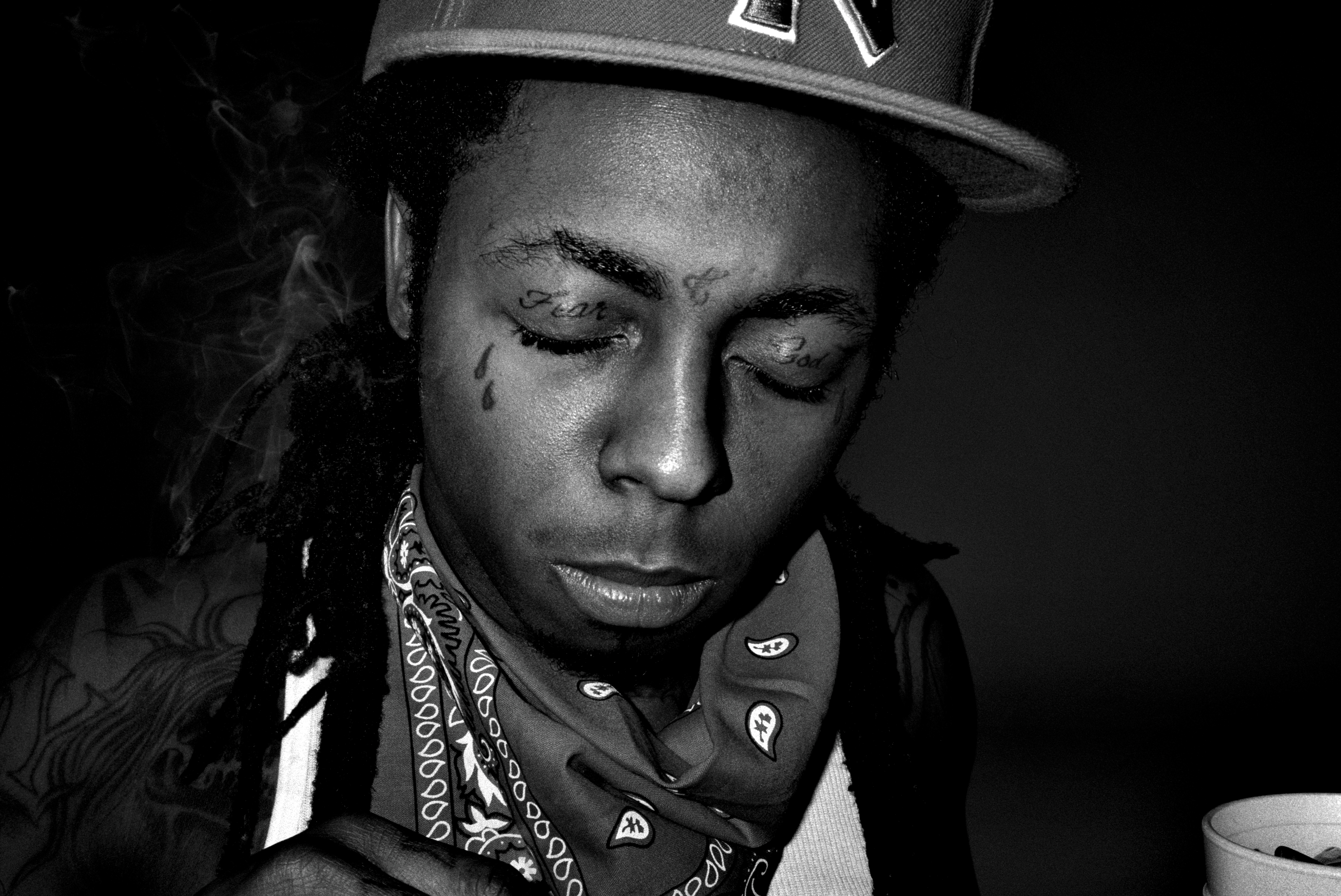
Foto van Lil' Wayne met teardrop tattoos onder zijn ogen

De teardroptatoeage (of teardrop tattoo) is een benaming voor een symbolische tatoeage, geplaatst onder het menselijk oog. De tatoeage heeft de vorm van een traan. De tatoeage komt oorspronkelijk van de Mexicaanse Amerikanen, die destijds voornamelijk in Californië woonden. Hier waren bendeleden vaak te zien met dergelijke tatoeages. De betekenis van de tatoeage was oorspronkelijk dat de drager iemand vermoord had. 